# Jeroni Fajardo i Vila
Jeroni Fajardo i Vila   (Caldes de Malavella, 5 d'abril de 1985) és un antic pilot de trial català. Al llarg de la seva carrera va ser-ne dues vegades Campió de França (2021-2022), dues més d'Europa (juvenil el 2001 i absolut el 2002) i una vegada Campió d'Espanya i de Catalunya júnior (2000). A banda, com a integrant de l'equip estatal va guanyar el Trial de les Nacions en tretze ocasions. A començaments del 2024 va anunciar la seva retirada temporal de les competicions, motivada per una lesió cervical que arrossegava de feia temps.
Fajardo ha residit gairebé sempre a Pals, Baix Empordà.

## Trajectòria esportiva
De ben petit va començar a competir en bicicleta, arribant a ser cinc vegades campió del món de biketrial en categories infantils (comptant els títols individuals i els aconseguits com a membre de la selecció estatal), integrant l'equip Megamo. Quan va haver fet 13 anys va començar amb les motos, passant a l'equip Gas Gas sota la tutela de Jordi Tarrés i anant a viure a Rellinars, on residia l'heptacampió del món, per tal de poder entrenar amb ell.
Als seus primers anys de competició, Fajardo va guanyar campionats catalans i estatals en categoria júnior. Ràpidament, al seu segon any com a sènior va aconseguir el títol de Campió d'Europa i nombrosos pòdiums al campionat estatal. Posteriorment formà equip dins de Gas Gas amb l'ex-campió del món Marc Colomer, guanyant així tècnica i experiència. Al final de la temporada 2006 va deixar Gas Gas per passar l'any 2007 a la italiana Beta, però el febrer d'aquell mateix any es va lesionar i va trigar a adaptar-se al canvi. El 2008 i 2009 Fajardo es va classificar entre els 5 millors del món, acabant 4t al Campionat del Món de trial i 5è al Campionat del Món de trial indoor, tot lluitant en diverses curses per la victòria.

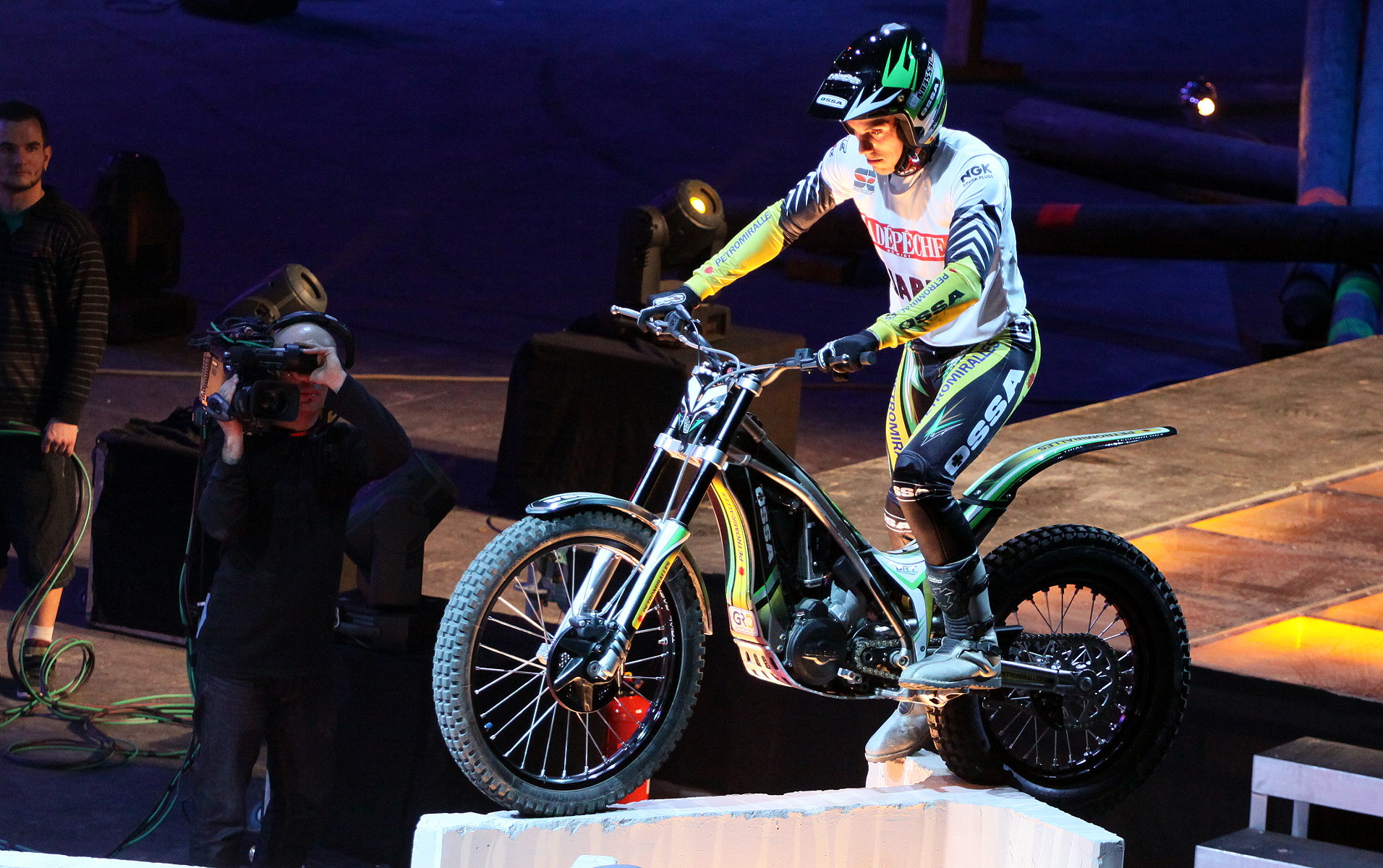
Fajardo amb l'Ossa al Trial Indoor de Tolosa del 2011

De cara a la temporada de 2011 signà amb Ossa com a pilot oficial, protagonitzant la reaparició en competició de la mítica marca, un cop renascuda 25 anys després de la seva extinció. Fajardo acabà aquell any en cinquena posició el mundial a l'aire lliure i en quarta a l'indoor. A començaments de 2012, abandonà sobtadament Ossa i tornà a fitxar per la seva anterior marca, Beta. El seu lloc a Ossa l'ocupà aleshores Dani Oliveras, qui tornava així a la competició internacional.
De nou amb la Beta, Fajardo acabà tres vegades en tercera posició al mundial de trial, darrere dels "intocables" Toni Bou i Adam Raga (2012, 2013 i 2015) i fou subcampió d'Espanya el 2014, per darrere de Toni Bou (Fajardo ja n'havia estat subcampió el 2009, també amb Beta).
El 2016, Fajardo fitxà per Vertigo, amb la qual va competir dues temporades seguides. El 2017, hi acabà tercer tant al mundial indoor com al campionat d'Espanya. El 2018 va tornar a canviar a Gas Gas, on s'estigué dues temporades. A la segona, el 2019, va acabar el mundial outdoor en tretzena posició després que li invalidessin tots els resultats aconseguits durant la temporada menys un (el darrer, un quart lloc a La Nucia) en compliment d'una sanció que li va imposar la FIM per haver donat positiu en un control de dopatge el setembre de 2018.
El 2020, Fajardo va fitxar per Sherco, amb la qual va competir durant quatre temporades fins que va anunciar la seva retirada temporal el 2024.

## Palmarès

### Biketrial
| Any          | Categoria    | C. del Món |
| ------------ | ------------ | ---------- |
| 1994         | Poussin      | 1r         |
| 1995         | Poussin      | 1r         |
| 1996         | Benjamin     | 2n         |
| 1997         | Benjamin     | 1r         |
| Total títols | Total títols | 3          |

1. ↑  Només s'han considerat els resultats individuals, no els aconseguits formant part de l'equip estatal

### Trial
Font:
| Any  | Motocicleta | C. d'Espanya outdoor | Altres                                             |
| ---- | ----------- | -------------------- | -------------------------------------------------- |
| 2000 | Gas Gas     | -                    | Campió de Catalunya Júnior Campió d'Espanya Júnior |
| 2001 | Gas Gas     | 10è                  | Campió d'Europa juvenil 250cc                      |

| Any  | Motocicleta | C. del Món outdoor | C. del Món indoor | TDN | C. d'Espanya outdoor | C. d'Espanya indoor |
| ---- | ----------- | ------------------ | ----------------- | --- | -------------------- | ------------------- |
| 2002 | Gas Gas     | 18è                | -                 | -   | 10è                  | -                   |
| 2003 | Gas Gas     | 9è                 | -                 | -   | 11è                  | 6è                  |
| 2004 | Gas Gas     | 6è                 | -                 | 1r  | 4t                   | 6è                  |
| 2005 | Gas Gas     | 9è                 | 3r                | -   | 13è                  | 4t                  |
| 2006 | Gas Gas     | 6è                 | 4t                | 1r  | 3r                   | 4t                  |
| 2007 | Beta        | 6è                 | 6è                | 1r  | 5è                   | 4t                  |
| 2008 | Beta        | 4t                 | 5è                | 1r  | 4t                   | 5è                  |
| 2009 | Beta        | 4t                 | 5è                | 1r  | 2n                   | 3r                  |
| 2010 | Beta        | 4t                 | 5è                | 1r  | 3r                   | 4t                  |
| 2011 | Ossa        | 5è                 | 4t                | 1r  | 3r                   | 4t                  |
| 2012 | Beta        | 3r                 | 5è                | 1r  | 4t                   | 3r                  |
| 2013 | Beta        | 3r                 | 4t                | 1r  | 4t                   | 3r                  |
| 2014 | Beta        | 4t                 | 5è                | 1r  | 2n                   | -                   |
| 2015 | Beta        | 3r                 | 4t                | 1r  | 3r                   | -                   |
| 2016 | Vertigo     | 5è                 | 4t                | -   | 6è                   | -                   |
| 2017 | Vertigo     | 4t                 | 3r                | -   | 3r                   | -                   |
| 2018 | Gas Gas     | 4t                 | 7è                | 1r  | 2n                   | -                   |
| 2019 | Gas Gas     | 13è                | -                 | 1r  | -                    | -                   |
| 2020 | Sherco      | 5è                 | 3r                | -   | 3r                   | -                   |
| 2021 | Sherco      | 8è                 | 7è                | -   | -                    | -                   |
| 2022 | Sherco      | 6è                 | -                 | -   | -                    | -                   |
| 2023 | Sherco      | 10è                | 10è               | -   | -                    | -                   |

Notes
1. ↑  La classificació consignada a TDN fa referència a la posició final obtinguda per l'equip estatal
2. ↑  Campió d'Europa
3. 1 2  Campió de França

## Resultats al Mundial de trial
Font:
A 1 de gener de 2019
| Any  | Equip   | 1     | 2     | 3      | 4     | 5     | 6     | 7     | 8     | 9     | 10    | 11    | 12    | 13    | 14    | 15    | 16    | 17    | 18    | Punts | Posició |
| ---- | ------- | ----- | ----- | ------ | ----- | ----- | ----- | ----- | ----- | ----- | ----- | ----- | ----- | ----- | ----- | ----- | ----- | ----- | ----- | ----- | ------- |
| 2005 | Gas Gas | POR - | SPA 9 | JAP 12 | JAP - | USA - | USA - | AND 7 | FRA 2 | FRA 3 | ITA 9 | ITA 2 | GBR 8 | GER 4 | GER 9 | BEL 6 |       |       |       | 114   | 9è      |
| 2006 | Beta    | SPA 5 | POR 5 | USA 4  | USA 3 | JAP 9 | JAP 8 | FRA 6 | ITA 3 | POL 6 | GBR 7 | AND 5 | BEL 5 |       |       |       |       |       |       | 131   | 6è      |
| 2007 | Beta    | SPA 7 | GUA 7 | GUA 8  | FRA 6 | JAP 5 | JAP 5 | ITA 8 | POL 8 | CZE 5 | GBR 7 | AND 6 |       |       |       |       |       |       |       | 104   | 6è      |
| 2008 | Beta    | IRL 6 | IRL 5 | USA 6  | USA 4 | JAP 5 | JAP 5 | FRA 5 | ITA 5 | CZE 5 | SWE 5 | POR 2 | SPA 3 |       |       |       |       |       |       | 142   | 4t      |
| 2009 | Beta    | IRL 5 | IRL 4 | POR 4  | GBR 7 | GBR 7 | JAP 6 | JAP 5 | ITA 6 | AND 1 | SPA 3 | FRA 3 |       |       |       |       |       |       |       | 136   | 4t      |
| 2010 | Beta    | SPA 3 | POR 7 | POR 6  | JAP 2 | JAP 3 | GBR 5 | GBR 8 | FRA 3 | RSM 4 | ITA 4 | CZE 2 |       |       |       |       |       |       |       | 143   | 4t      |
| 2011 | Ossa    | GER 5 | FRA 2 | FRA 5  | SPA 5 | AND 6 | ITA 4 | GBR 7 | JAP 4 | JAP 9 | FRA 4 | FRA - |       |       |       |       |       |       |       | 115   | 5è      |
| 2012 | Beta    | FRA 4 | FRA 2 | AUS 5  | AUS 2 | JAP 2 | JAP 4 | SPA 4 | SPA 3 | AND 2 | AND 2 | ITA 6 | GBR 4 | GBR 4 |       |       |       |       |       | 186   | 3r      |
| 2013 | Beta    | JAP 5 | JAP 2 | AUS 3  | AUS 4 | AND 4 | AND 6 | SPA 6 | ITA 4 | SPA 5 | GBR 4 | GBR 3 | FRA 2 | FRA 4 |       |       |       |       |       | 171   | 3r      |
| 2014 | Beta    | AUS 3 | AUS 3 | JAP 5  | JAP 5 | EUR - | EUR 9 | ITA 4 | BEL 5 | GBR 4 | GBR 3 | FRA 3 | SPA 4 | SPA 3 |       |       |       |       |       | 154   | 4t      |
| 2015 | Beta    | JAP 2 | JAP 3 | CZE 7  | CZE 3 | SWE 2 | SWE 4 | GBR 4 | GBR 3 | FRA 5 | FRA 3 | AND 3 | AND 4 | USA 5 | USA 3 | POR 3 | POR 5 | SPA 5 | SPA 3 | 246   | 3r      |
| 2016 | Vertigo | SPA 5 | SPA 6 | JAP 7  | JAP 5 | GER 5 | GER 6 | AND 6 | AND 3 | FRA 6 | FRA 6 | BEL 4 | GBR 6 | GBR 4 | ITA 3 | ITA 3 |       |       |       | 173   | 5è      |
| 2017 | Vertigo | SPA 4 | JAP 4 | JAP 4  | AND 6 | FRA 5 | GBR 5 | USA 7 | USA 3 | CZE 4 | ITA 5 |       |       |       |       |       |       |       |       | 119   | 4t      |
| 2018 | Gas Gas | SPA 3 | JAP 1 | JAP 4  | AND 3 | POR 2 | FRA 2 | BEL 6 | GBR 6 | ITA 3 |       |       |       |       |       |       |       |       |       | 117   | 4t      |

1. ↑  Dades a partir del 2005